# Torbjörn Iwan Lundquist
Torbjörn Iwan Lundquist (* 30. September 1920 in Stockholm; † 1. Juli 2000 in Grillby) war ein schwedischer Komponist und Dirigent.

## Leben
Lundquist war Schüler von Dag Wirén und Issai Dobrowen. Von 1949 bis 1956 war er Dirigent des Schlosstheater Drottningholm, danach war er vorwiegend als Gastdirigent verschiedener Orchester aktiv.

## Werke
Lundquist komponierte zwei Opern, neun Sinfonien, ein Klavierkonzert, kammermusikalische Werke, Schauspiel- und Filmmusiken und Lieder. Daneben komponierte er mehrere künstlerisch anspruchsvolle Werke für das Akkordeon: ein Kammerkonzert für Akkordeon und Orchester, das Duell für Akkordeon und Schlagzeug, Bewegungen für Akkordeon und Streichquartett sowie Metamorphosen und Inventionen für Akkordeon solo.

## Diskografie (Auswahl)
- Sinfonie Nr. 7 „Humanity“. Dag Hammarskjöld im memoriam Caprice CAP 21419, 1991
- Landscape für Tuba, Streichorchester und Klavier in "Paesaggio", Works for Tuba and Orchestra. Siegfried Jung Tuba, Orchester des Nationaltheaters Mannheim. Walter Hilgers, conductor.

Coviello Classics COV91727, 2017